# メディア・バイアス
メディア・バイアス（英: media bias）とは、ジャーナリストやニュース・プロデューサーがニュースを報道・取材する際に偏りを見せることを指す。「メディア・バイアス」という言葉は、個々のジャーナリストや記事の視点ではなく、ジャーナリズムの基準に反する普遍的または広範な偏りを意味する。様々な国におけるメディア・バイアスの方向性と程度については、広く議論されている。
メディアの中立性に対する実際的な制約には、ジャーナリストがすべての利用可能な話題や事実を報道できないことや、選択された事実を一貫した物語に結びつけなければならないことなどがある。また、政府の影響力、公然あるいは隠然たる検閲によって、中国、北朝鮮、シリア、ミャンマーなど、一部の国ではメディアに偏りが生じている。そして政治とメディア・バイアスは相互に影響し合う可能性がある。メディアは政治家に影響を与える力を持ち、政治家はメディアに影響を与える力を持っているかもしれない。これは社会における権力の分配を変える可能性がある。市場の力もバイアスの原因となる可能性がある。例えば、メディア所有権の集中を含むメディアの所有権、スタッフの主観的な選択、意図する観客の知覚された選好などによって導入されるバイアスなどが挙げられる。
バイアスの可能性を評価することは、ジャーナリズム学校、大学の学部（メディア研究、カルチュラル・スタディーズ、平和学を含む）で研究されているメディア・リテラシーの一側面である。政治的バイアス以外の焦点には、報道における国際的な違いや、経済階級や環境利益など特定の問題の報道におけるバイアスなどがある。バイアスに関する学術的な発見は、一般の言説やこの言葉の理解とは大きく異なることもある。

## 種類
2017年の『政治コミュニケーションのオックスフォード・ハンドブック』で、S・ロバート・リヒターは、アカデミズムの世界では、メディア・バイアスは完全に練り上げられた理論の構成要素というよりも、ニュース報道のさまざまなパターンを説明するための仮説として言及されることが多いと述べ、互いに重なり合う可能性のあるさまざまな種類のバイアスが提唱されており、それらは広く議論されていると述べた。
メディア・バイアスについては、以下のような仮説が提唱されている。
- 広告バイアス：広告主を喜ばせるために記事が選択されたり、歪められたりすること[8]。
- 反科学バイアス：迷信や他の非科学的なアイデアを推進する記事[9]。
- 簡潔バイアス：簡潔にまとめられる見解を報道する傾向があり、説明に時間がかかる型破りな見解を排除する[要出典]。
- コンテンツバイアス：政治的対立における当事者の扱いが異なること。バイアスのあるニュースは対立の一方の側面のみを提示する[10]。
- 企業バイアス（英語版）：メディアの企業オーナーを喜ばせるために記事が選択されたり、歪められたりすること[要出典]。
- 報道バイアス[11]：メディアが一つの政党やイデオロギーについて否定的なニュースのみを報道することを選択すること[12]。
- 意思決定バイアス：ジャーナリストの動機、心の枠組み、信念が彼らの執筆に影響を与えること。一般的に否定的な意味で使われる[10]。
- 需要主導のバイアス[13][[[WP:NOTRS|より良い情報源が必要]]]
- 人口統計バイアス：性別、人種、社会的・経済的地位などの要因が報道に影響を与えること[14]。これは様々な人口集団の報道の違いにつながる可能性がある[15][16]。
- 歪曲バイアス：ニュースにおいて事実や現実が歪曲されたり、捏造されたりすること[10]。
- テレビの「エピソード的なフレーミング」は、人々に社会ではなく個人に責任を帰する傾向があるのに対し、「テーマ的なフレーミング」は人々により社会的な原因に目を向けさせる傾向がある[17]。
- 偽りのバランスと誤った等価関係：一方に有利な証拠が不均衡に存在するにもかかわらず（「不当な比重」としても知られる）、両側に同等に説得力のある理由があるかのように問題が提示されること[要出典]。
- 偽の時間厳守：過去に同種の出来事があったことに言及せずに、ある出来事を新しい出来事であるかのように示唆し、それによって注目度を引き出すこと[要出典]。
- ゲートキーピングバイアス（選択性[18]またはセレクションバイアスとも呼ばれる）[19]：記事が選択されたり、選択解除されたりすること。時にはイデオロギー的な理由で行われる（スパイク（英語版）を参照）[12]。アジェンダバイアスとも呼ばれることがあり、政治的アクターに焦点を当て、彼らが望む政策課題に基づいて取り上げられるかどうかを問題にする[11][20]。
- 主流バイアス：他の誰もが報道していることを報道し、誰かを怒らせるような記事を避ける傾向[要出典]。
- ネガティビティ・バイアス（英語版）（または悪いニュースバイアス）：否定的な出来事を示し、政治を政策に関する議論としてではなく、権力をめぐるゼロサムゲームとして描く傾向。過度の批判やネガティブさは、シニシズムや政治からの離脱につながる可能性がある[21]。
- 党派的バイアス：特定の政党の傾向に奉仕するように報道する傾向[22]。
- 扇情主義：普通のものよりも例外的なものを優遇するバイアス。飛行機事故のような稀な出来事が、自動車事故のような一般的な出来事よりも多いという印象を与える。「死のヒエラルキー（英語版）」や「行方不明の白人女性症候群（英語版）」はこの現象の例である。
- 推測的内容：起こったことではなく、主に「かもしれない」「だろう」「もしも」などの言葉を使って起こりうることに焦点を当てた記事。分析や意見として明示されていない[要出典]。
- ステートメントバイアス（トーンバイアス[11]またはプレゼンテーションバイアス[19]とも呼ばれる）：メディア報道が特定の人物や問題に偏っていること[12]。
- 構造的バイアス：イデオロギー的な決定の結果ではなく、ニュース価値（英語版）とメディアのルーティンの結果として、ある人物や問題がより好意的または非好意的な報道を受けること[23][24]（例：現職ボーナス）。

- 供給主導のバイアス[13][[[WP:NOTRS|より良い情報源が必要]]]
- タックマンの法則：人々は、メディアで不釣り合いに議論されている危険から生じるリスクを過大評価する傾向があることを示唆している。
- 腹話術：専門家や目撃者の発言が、意図的に著者自身の意見を代弁するように引用されること[要出典]。

「メディア・バイアス・タクソノミー」と名付けられた進行中の未発表の研究プロジェクトでは、メディア・バイアスのさまざまな定義や意味を評価しようとしている。まだ進行中ではあるが、言語バイアス（言語的集団間バイアス、フレーミングバイアス、認識論的バイアス、意味特性によるバイアス、含意バイアスを含む）、テキストレベルのコンテキストバイアス（ステートメントバイアス、フレージングバイアス、スピンバイアスを含む）、報道レベルのコンテキストバイアス（選択バイアス、報道バイアス、近接バイアスを含む）、認知バイアス（選択的接触や党派的バイアスなど）、そして関連する概念としてフレーミング効果、ヘイトスピーチ、感情分析、集団バイアス（ジェンダーバイアス、人種バイアス、宗教バイアスを含む）など、さまざまな下位カテゴリーにまとめようとしている。著者らは、さまざまなメディアコンテンツとコンテクストにおけるバイアスの検出と緩和の複雑な性質を強調している。

## 歴史
1644年に出版されたジョン・ミルトンの小冊子『言論・出版の自由 アレオパジティカ』は、報道の自由を唱えた最初の出版物の1つである。
19世紀、ジャーナリストは報道倫理の不可欠な部分として、公正な報道の概念を認識し始めた。これは、ジャーナリズムが強力な社会的勢力として台頭したことと時を同じくしている。しかし、今日でも、最も良心的で客観的なジャーナリストでも、偏向の批判を避けることはできない。
新聞と同様に、放送メディア（ラジオとテレビ）も、その初期からプロパガンダの手段として使用されてきた。この傾向は、放送周波数が当初、各国政府によって所有されていたことによって、より顕著になった。メディアの規制緩和のプロセスにより、西側の放送メディアの大部分が民間の手に渡ったが、世界中の多くの国の放送メディアには、政府の存在感、あるいは独占さえ依然として存在している。同時に、メディア所有権の集中が民間の手に、しかも比較的少数の個人の手に渡ったことも、メディア・バイアスの批判を招いている。
バイアスの批判が政治的な道具として使われ、時には政府の検閲につながった例は数多くある。
- アメリカ合衆国では、1798年に議会が外国人法・治安諸法を可決し、新聞に対して、政府に対する「虚偽、スキャンダラス、悪意のある」記事の発行を禁止した。この法律には、あらゆる法律や大統領の行為に対する公然たる反対も含まれていた。この法律は1801年まで有効だった[28]。
- 南北戦争の間、エイブラハム・リンカーン大統領は、境界州の新聞がアメリカ合衆国南部の主張に肩入れしていると非難し、多くの新聞を閉鎖するよう命じた[29]。
- ナチス側に味方してアメリカ合衆国が第二次世界大戦に参戦することを支持した反ユダヤ主義の政治家たちは、国際メディアはユダヤ人に支配されていると主張し、ユダヤ人に対するドイツの虐待の報道は偏っていて根拠がないと主張した。ハリウッドもユダヤ人の偏向を非難され、チャールズ・チャップリンの映画『独裁者』などがその証拠として挙げられた[30]。
- 労働組合運動やアフリカ系アメリカ人公民権運動の最中、アメリカでは、リベラルな社会改革を支持する新聞は、保守系の新聞から共産主義への偏向を非難された[31][32]。映画やテレビのメディアは人種の混交に肩入れしていると非難され、『アイ・スパイ』や『宇宙大作戦』など人種の混じったキャストの多くのテレビ番組が南部の局では放送されなかった[33]。
- アメリカと北ベトナムとの戦争の最中、スピロ・アグニュー副大統領は新聞に反米的偏向があると非難し、1970年にサンディエゴで行った有名な演説で、反戦デモ隊を「ネガティブ主義のおしゃべりな馬鹿者」と呼んだ[34]。

バイアスの批判がすべて政治的なものというわけではない。科学ライターのマーティン・ガードナーは、娯楽メディアに反科学的バイアスがあると批判した。彼は、『X-ファイル』のようなテレビ番組が迷信を助長していると主張した。対照的に、企業から資金提供を受けているコンペティティブ・エンタープライズ・インスティテュートは、メディアが科学に偏って企業の利益に反しており、温室効果ガスが地球温暖化の原因であることを示す科学を軽々しく報道していると批判している。

## 構造的（非イデオロギー的）バイアス
バイアス批判の多くは、イデオロギー的な不一致を中心に展開される傾向があるが、他の形態のバイアスは構造的なものとされている。それらがどのように機能し、どこから生じるのかについては意見の一致は少ないが、経済、政府の政策、規範、ニュースを作る個人などが関係していると考えられる。クライン（2009）によると、例としては、商業的バイアス、時間的バイアス、視覚的バイアス、悪いニュースへのバイアス、物語的バイアス、現状維持バイアス、公平性バイアス、便宜的バイアス、階級的バイアス、栄光バイアス（または記者を賛美する傾向）などがある。
マスメディアのバイアスに関する経済学の文献も、理論面でも実証面でも増えている。理論面では、マスメディアの政治的立ち位置が主に需要要因と供給要因のどちらによって決定されるのかを理解することに重点が置かれている。この文献は、コロンビア大学のアンドレア・プラットとストックホルム大学のデヴィッド・ストームバーグが2013年にまとめている。

### 供給主導のバイアス
組織が消費者に特定の行動を取ってほしいと考える場合、これは供給主導のバイアスになる。
供給主導のバイアスの意味合い:
- 供給側のインセンティブは消費者を制御し、影響を与えることができる。説得的なインセンティブが強ければ、利益追求の動機よりも強力になりうる。
- 競争はバイアスを減らし、説得的なインセンティブの影響を妨げる。そして、消費者の需要により敏感な結果をもたらす傾向がある。
- 競争は消費者の扱いを改善できるが、所有者のイデオロギー的な見返りのために総余剰に影響を与える可能性がある。

供給主導のバイアスの例として、ジンマンとツィツェヴィッツの降雪量報告の研究がある。スキー場は降雪量の報告にバイアスがかかる傾向があり、公式予報より多めに報告する。
デビッド・バロンは、ジャーナリストの集団が体系的に左または右に偏っている状況で、マスメディアは従業員と同じ方向に偏ったコンテンツを提供することで利益を最大化するというゲーム理論的なマスメディア行動モデルを提唱している。
ハーマンとノーム・チョムスキー（1988年）は、公式情報源の使用、広告による資金調達、独立系メディアの信用を失墜させる努力（「フラック」）、「反共主義」イデオロギーなど、供給主導のバイアスを引用し、その結果、米国の企業の利益に有利なニュースになると指摘している。

### 需要主導のバイアス
メディア消費者による特定のタイプのバイアスへの需要は、需要主導のバイアスとして知られている。消費者は、自分の好みに基づいて、偏ったメディアを好む傾向がある。これは確証バイアスの一例である。
消費者がこのような選択をする主な要因は3つある。
- 権限委譲：バイアスにフィルタリングのアプローチを取る。
- 心理的効用：「消費者は、自分の先入観に合致するバイアスのあるニュースから直接的な効用を得る」。
- 評判：消費者は、自分の先入観とメディア企業の評判に基づいて選択を行う。

需要側のインセンティブは、しばしば歪曲とは無関係である。競争は消費者の厚生と扱いに影響を与える可能性があるが、供給側と比べてバイアスを変えるのはあまり効果的ではない。
需要主導のバイアスでは、読者の嗜好や態度がソーシャルメディアで監視され、マスメディアはそれに基づいて読者の関心に応えるニュースを書く。マスメディアは視聴率と利益に駆り立てられてニュースを歪曲し、メディア・バイアスにつながる。また、読者は扇情的なニュースにも簡単に惹かれるが、それらは偏っていて十分に真実ではないかもしれない。
ドンとレン、ニッカーソンは、2013年から2014年の新浪微博と新浪财经の中国の株式関連のニュースとウェイボー（427万件のニュースと4317万件のウェイボー）を調査し、Weiboユーザーの信念に合致するニュースは読者を引き付ける可能性が高いことを発見した。また、偏ったレポートの情報も読者の意思決定に影響を与える。
レイモンドとテイラーの天気予報バイアスのテストでは、1890年から1899年の野球チームジャイアンツの試合中のニューヨーク・タイムズの天気予報を調査した。彼らの調査結果は、ジャイアンツの試合地域によって、ニューヨーク・タイムズが偏った天気予報結果を出していることを示唆している。本拠地のマンハッタンで試合をする際は、晴れの日の予報が増加した。この研究から、レイモンドとテイラーは、ニューヨーク・タイムズの天気予報のバイアスのパターンが需要主導のバイアスと一致していることを発見した。
ハーバード大学のセンドヒル・ムライナタンとアンドレイ・シュレイファーは、2005年に行動モデルを構築した。これは、読者や視聴者がニュース提供者によって確認されることを望む信念を持っているという仮定に基づいており、彼らは市場がそれを提供していると主張している。
需要主導モデルは、メディアのバイアスが、企業が消費者の望むものを提供することからどの程度生じるのかを評価する。ストロームバーグは、裕福な視聴者は広告収入につながるため、その結果、メディアは特に新聞において、より白人で保守的な消費者をターゲットにするようになり、裕福な都市部の市場はより自由主義的で、反対の効果を生み出す可能性があると主張している。

### ソーシャルメディア
メディアのバイアスの認識は、ソーシャルメディアの台頭とも関係があるかもしれない。ソーシャルメディアの台頭は、伝統的メディアの経済モデルを弱体化させた。ソーシャルメディアに依存する人の数は増え、印刷ニュースに依存する人の数は減った。 ソーシャルメディアと偽情報に関する研究は、ソーシャルメディア・プラットフォームの政治経済が、ソーシャルメディア上の情報の商品化につながったことを示唆している。メッセージは、その真実性よりも、バイラル性と共有可能性に基づいて優先され、報酬を与えられる。過激でショッキングな釣り記事のコンテンツを促進している。 ソーシャルメディアが人々に影響を与えるのは、入ってくる情報を受け入れ、感情を真実の証拠とみなし、主張を事実や記憶と照合しないという心理的傾向があるからだ。
ソーシャルメディアにおけるメディア・バイアスは、敵対的メディア効果にも反映されている。ソーシャルメディアは現代社会におけるニュース発信に一定の地位を占めており、視聴者はニュース記事を読みながら他の人のコメントにさらされる。Gearhartらは2020年の研究で、自分と異なる意見のコメントを見た後、視聴者のバイアス認知が高まり、信頼性の認知が低下することを示した。
アメリカ国内では、ピュー研究所が2020年7月、アメリカ人の64％がソーシャルメディアはアメリカの社会と文化に有害な影響を与えていると考えていると報告した。ソーシャルメディアが社会にプラスの影響を与えていると考えるアメリカ人はわずか10％だった。ソーシャルメディアに対する主な懸念の一部は、意図的な虚偽情報の拡散と、憎悪と過激主義の蔓延にある。社会科学の専門家は、エコーチェンバーの増加の結果として、誤情報と憎悪の拡大を説明している。
確証バイアスに煽られたオンラインのエコーチェンバーは、ユーザーを自分のイデオロギーに浸らせる。ソーシャルメディアはユーザーの興味と選択した友人に合わせて調整されるため、政治的エコーチェンバーの格好の場となる。2019年の別のピュー研究の世論調査では、米国の成人の28％が「よく」ソーシャルメディアからニュースを見つけ、55％がソーシャルメディアから「よく」または「時々」ニュースを得ていることが示された。さらに、COVID-19パンデミックにより政治家がオンライン・キャンペーンとソーシャルメディアでのライブ配信に限定されたため、ソーシャルメディアからニュースを得ている人が増えていると報告されている。GCF Globalは、オンラインユーザーに対し、異なる人々や視点と交流し、確証バイアスの誘惑を避けることで、エコーチェンバーを回避するよう促している。
ユ・ルとウェンティンの研究は、3つの銃乱射事件の後、リベラルと保守がTwitterでどのように行動するかを調べている。彼らはこれらの事件に対して否定的な感情を示したが、彼らが押し進めていた物語は異なっていた。両サイドはしばしば、根本的な原因が何であるか、誰が被害者、英雄、悪役とみなされるかで対照的だった。前向きと考えられる会話も減少した。
メディア学者のシヴァ・ヴァイディヤナサンは、彼の著書『Anti-Social Media: How Facebook Disconnects Us and Undermines Democracy』（2018年）の中で、ソーシャルメディアのネットワークでは、最も感情的に高ぶり、分極化するトピックが通常優勢になると論じ、「何百万人もの人々にプロパガンダを配布し、重要な問題から注意をそらし、憎悪と偏見を煽り、社会的信頼を損ない、ジャーナリズムを弱体化させ、科学への疑念を助長し、大規模な監視を一度に行う機械を作りたいのなら、Facebookのようなものを作るだろう」と述べている。
2021年の報告書で、ニューヨーク大学のスターン・ビジネスと人権センターの研究者は、FacebookやTwitterのようなソーシャルメディア企業には「反保守派」のバイアスがあるという共和党の頻繁な主張は誤りであり、それを裏付ける信頼できる証拠がないと指摘した。この報告書は、右翼の声がソーシャルメディアで実際に優勢であり、これらのプラットフォームに反保守派の傾向があるという主張自体が偽情報の一形態であることを明らかにした。
2021年のネイチャー コミュニケーションズの研究では、Twitterユーザーが左右のコンテンツ（具体的にはホームタイムライン（「ニュースフィード」）上の露出）にどの程度さらされているかを評価することで、ソーシャルメディアにおける政治的バイアスを調べた。その結果、保守派のTwitterアカウントは右派のコンテンツにさらされ、リベラルなアカウントは穏健なコンテンツにさらされ、それらのユーザーの体験を政治的中心に向かわせていることがわかった。この研究では、「露出されている情報と自分が発信するコンテンツの両方において、右寄りの情報源で初期化されたドリフター（中立）は保守的な側に留まる。一方、左寄りの情報源で初期化されたドリフターは、政治的中心に向かう傾向がある。より保守的なコンテンツにさらされ、それを広め始めるのだ」と判明した。これらの結果は、ハッシュタグとリンクの両方で当てはまった。また、保守派のアカウントは、他のアカウントよりもかなり多くの信頼性の低いコンテンツにさらされていることもわかった。
2022年のPNASの研究では、長期にわたる大規模なランダム化実験を用いて、調査対象の7カ国中6カ国で、政治的右派が左派よりもアルゴリズムによる増幅を享受していることがわかった。米国では、アルゴリズムによる増幅は右寄りのニュースソースに有利に働いた。
メディアのバイアスは、ソーシャルメディアの検索システムにも反映されている。クルシュレスタらは2018年の研究で、これらの検索エンジンが返すトップランクの結果は、ユーザーがイベントや人物を検索する際の認識に影響を与える可能性があり、特に政治的バイアスや分極化するトピックに反映されることがわかった。

### 言語
タニャ・パムプローンは、国際ジャーナリズムの多くが英語で行われているため、英語が教えられていない国の記事やジャーナリストが世界の会話に参加するのが難しいケースがあると警告している。
言語はまた、より微妙な形のバイアスをもたらす可能性がある。メタファーやアナロジーの選択、ある状況では個人情報を含めるが別の状況では含めないことなどは、ジェンダー・バイアスなどのバイアスを引き起こす可能性がある。

## 宗教
1980年代にアメリカで発生し（その後カナダ、イギリス、オーストラリアにも波及した）、国民的ヒステリーのモラル・パニックであったサタニック・パニック（悪魔的儀式虐待）は、タブロイド紙やインフォテインメントによって増幅された。2016年に発表された研究で、学者のサラ・ヒューズは、このパニックは「政治的に活発な保守層の重複する世界観によって支配された文化的風潮を反映し、形作ったもの」であり、その思想は「パニックに組み込まれ、タブロイド・メディア、センセーショナルなテレビや雑誌の報道、地方ニュースを通じて強化された」と論じている。1990年代にジャーナリストや裁判所によって信用を失い、パニックは収まったが、ヒューズは、パニックは数十年後の今日でもアメリカの文化と政治に持続的な影響を与えていると論じている。
2012年、『ハフィントンポスト』でコラムニストのジャック・バーリナーブラウは、世俗主義はメディアでしばしば無神論の別の言葉として誤って解釈されていると主張し、次のように述べている。「世俗主義は、アメリカの政治的語彙の中で最も誤解され、歪曲された『イズム』であることは間違いない。右派と左派の論評者は日常的に、世俗主義をスターリン主義、ナチズム、社会主義など、他の恐ろしい主義と同一視している。 近年のアメリカでは、もう一つの誤った等式が登場している。それは、世俗主義と無神論を根拠なく結びつけることである。宗教右派は、少なくとも1970年代以来、この誤った考えを有利に広めてきた」。
スチュアート・A・ライトによれば、マイノリティの宗教に対するメディアのバイアスに寄与する要因は6つある。第一に、ジャーナリストの主題に関する知識と親しみ。第二に、対象となる宗教グループの文化的適応の度合い。第三に、ジャーナリストに利用可能な限られた経済的資源。第四に、時間的制約。第五に、ジャーナリストが使用する情報源。最後に、報道の前面／背面の不均衡性である。イェール大学のスティーブン・カーター教授によれば、「アメリカの精神生活を支配するプロテスタント、ローマカトリック、ユダヤ教のトロイカの外にある宗教に対しては、より疑念を抱き、より抑圧的であるのは、長年のアメリカの習慣である」。前面／背面の不均衡性について、ライトは次のように述べている。「人気のない、あるいは周辺的な宗教に関するニュース記事は、しばしば、出来事の前面で起こる、根拠のない申し立てや、欠陥のある証拠や弱い証拠に基づく政府の行動を前提としている。証拠に照らし合わせて告発内容を吟味すると、これらのケースはしばしば崩壊する。しかし、マスメディアでは、事件の解決や結果に同等のスペースと注意が払われることはほとんどない。もし被告が無実であれば、多くの場合、一般の人々はそのことを知らされない」。

## 政治
学術的な研究は、アメリカでリベラルなジャーナリストが左翼的なメディア・バイアスを生み出しているという一般的なメディアの物語を裏付ける傾向はないが、経済的なインセンティブがそのような効果を持つ可能性があることを示唆する研究もある。その代わりに、S・ロバート・リヒターが検討した研究では、一般的にメディアは政治において保守的な力であることが判明した。

## バイアスの影響
メディア・バイアスの批評家は、特定のバイアスが既存の権力構造にどのように利益をもたらし、民主的な結果を損ない、公共政策に関する決定を下すために必要な情報を人々に提供できていないことを指摘する傾向がある。
実験によって、メディア・バイアスは行動に影響を与え、より具体的には読者の政治的イデオロギーに影響を与えることが示されている。ある研究では、Fox Newsチャンネルへの露出が増えるほど、政治化の割合が高くなることがわかった。また、2009年の研究では、右寄りの『ワシントン・タイムズ』や左寄りの『ワシントン・ポスト』の無料購読を与えられると、ブッシュ政権への支持が弱いながらも減少することがわかった。

## メディアへの信頼
メディア・バイアスの認識とメディアへの信頼は、1985年から2011年にかけて、米国で大きく変化した。ピュー研究所の調査によると、「事実を正確に伝えている」とニュースメディアを信頼するアメリカ人の割合は、1985年の55％から2011年には25％に低下した。同様に、政治的・社会的問題を扱う際、ニュース機関がすべての側面を公正に扱うことを信頼するアメリカ人の割合は、1985年の34％から2011年には16％に低下した。2011年までに、回答者のほぼ3分の2が、ニュース機関は「報道において政治的に偏っている」と考えるようになり、1985年の45％から増加した。ギャラップ社も同様の信頼の低下を報告しており、2016年のアメリカ大統領選挙の頃に過去最低を記録した。2022年には、アメリカ人の半数が、報道機関が意図的に自分たちを欺こうとしていると考えていると回答した。
メディアの信頼とメディア・バイアスについて集中的に研究してきたジョナサン・M・ラッド（2012年）は、メディア・バイアスを信じる主な原因は、特定のメディアにバイアスがあると人々に伝えることだと結論付けた。あるメディアにバイアスがあると言われた人は、そのメディアにバイアスがあると信じる傾向があり、この信念は、そのメディアが実際にバイアスがあるかどうかとは無関係である。メディアにバイアスがあるという信念に同じくらい強い影響を持つ他の要因は、有名人の大々的な報道であることがわかった。大多数の人々は、そのようなメディアにバイアスがあると見なしていると同時に、有名人を大々的に取り上げるメディアを好んでいた。

## バイアスを正す努力
NPRのオンブズマンは2011年の記事で、平均的なリスナーがあまりよく知らない可能性のあるシンクタンクやその他のグループの政治的傾向に注目し、組織の研究や統計を引用する前に注意を促した。

### アルゴリズム
Polis（またはPol.is）は、人々が自分の意見やアイデアを共有しながら、より合意のあるアイデアを高めることができるソーシャルメディア・ウェブサイトである。2020年9月までに、台湾で可決された数十の法案の核となる役割を果たしてきた。提唱者たちは、選挙と選挙の間に市民の意見を政府に伝える方法を求めると同時に、ソーシャルメディアやその他の大規模なウェブサイトよりも分断が少なく、より有益な情報を得られるオンラインの場を市民に提供することを求めていた。
また、機械学習を利用してテキストのバイアスを分析しようとする試みもなされている。例えば、人物志向のフレーミング分析は、トピックの報道で言及されている各人物がどのように描かれているかを判断することで、トピックの報道におけるフレーム、すなわち「視点」を特定しようとするものだ。
もう1つのアプローチは、マトリックスベースのニュース集約で、記事が掲載された国と記事で言及された国という2つの次元でマトリックスを展開する。その結果、各セルには、ある国で公開され、別の国について報告している記事が含まれる。特に国際的なニュースのトピックでは、このようなアプローチは関係国間のメディア報道の違いを明らかにするのに役立つ。

### 両サイドに時間を与える
バイアスを避けるために使われる手法に、「ポイント/カウンターポイント」または「円卓会議」がある。これは、対立する意見の代表者がある問題についてコメントする対立型の形式である。この方式は理論的には、多様な意見がメディアに登場することを可能にする。しかし、報告を組織する人には、多様でバランスの取れた意見を代表するレポーターやジャーナリストを選び、偏見のない質問をし、彼らのコメントを公平に編集したり調停したりする責任がある。不注意に行うと、ポイント/カウンターポイントは、「負けた」側が実力で負けたことを示唆することで、単純に偏ったレポートと同じくらい不公平になる可能性がある。これらの課題に加えて、ニュース消費者を異なる視点にさらすことは、時事問題や潜在的なトピックのバランスの取れた理解と、より批判的な評価に有益であるようだ。この形式を使うと、記者が意見の正当性が同等であるという誤解を与える外観を作り出したという非難につながることもある（「偽りのバランス」と呼ばれることもある）。これは、視点の1つにタブーが存在する場合や、代表者の1人が不正確であることが容易に示せる主張を習慣的に行う場合に起こりうる。
CBCとそのフランス語版であるカナダ放送協会は、1991年の放送法の規制を受けており、同法は、番組は「多様で包括的であり、情報のバランス...公衆が公共の関心事について異なる見解の表現にさらされる合理的な機会を提供する」べきだと規定している。

## 関連文献
- Wilner, Tamar (2018年1月9日). “We can probably measure media bias. But do we want to?” (英語). Columbia Journalism Review 2019年9月27日閲覧。